# Powiat Trnawa
Powiat Trnawa (słow. okres Trnava) – słowacka jednostka podziału administracyjnego znajdująca się w kraju trnawskim. Powiat Trnawa zamieszkiwany był przez 126 864 obywateli (w roku 2002) i zajmował obszar 741 km². Średnia gęstość zaludnienia wynosiła 171,21 osób na km².